# ایدئولوژی انقلاب ۱۳۵۷
ایدئولوژی انقلاب ۱۳۵۷ ایران را «ترکیبی پیچیده» از اتحادگرایی اسلامی، عوام‌گرایی سیاسی و «رادیکالیسم مذهبی» شیعه نامیده‌اند.
انقلاب ایران خود را به زبان اسلام بیان می‌کند، یعنی به‌عنوان یک جنبش دموکراتیک با رهبری مذهبی، نقدی با فرمول‌بندی دینی از نظم قدیم و طرح‌هایی با بیان دینی برای نظام جدید. انقلابیون مسلمان به تولّد اسلام به عنوان الگوی خود نگاه می‌کنند و خود را درگیر مبارزه با کفر، ظلم و امپراتوری می‌دانند.— برنارد لوئیس، انقلاب اسلامی
شاید مهم‌ترین تفاسیر ایدئولوژیک متنوع از اسلام در اتحاد بزرگی که به انقلاب ۱۹۷۹ میلادی منجر شد، آسایش‌گرایی سنتی روحانی، خمینی‌گرایی، ایدئولوژی چپ اسلامی علی شریعتی و اسلام لیبرال-دمکراتیک مهدی بازرگان بود. گروه‌های چریکی سوسیالیست از انواع اسلامی و سکولار و مشروطیت سکولار در اشکال سوسیالیستی و ناسیونالیستی کم‌قدرت‌تر بودند.
همچنین تأثیر فضای جنگ سرد و تمایل عمومی «جنبش‌های رهایی‌بخش کشورهای پیرامونی» در قرن بیستم به مارکسیسم، به عنوان علم مبارزه و رهایی از یک‌سو و باز بودن تاریخی باب اجتهاد در فقه شیعه، امکان خوانش چپ‌گرایانه از اسلام را در ایران فراهم کرده بود.
محمدرضاشاه پهلوی، بیش از نیم قرن پیش با محکوم کردن جریان‌های چپ‌گرا و اسلام‌گرای انقلابی، اتحاد میان این دو نحلهٔ فکری را اتحاد «ارتجاع سرخ و سیاه» توصیف کرده بود.
شعاری که توسط تظاهرکنندگان سر داده می‌شد (استقلال، آزادی، جمهوری اسلامی) مطالبهٔ محوری و در عین حال گستردهٔ انقلابیون نامیده شده است. انقلابیون نسبت به آنچه فساد، زیاده‌خواهی و ماهیت خودکامهٔ حکومت پهلوی می‌نامیدند و همچنین سیاست‌هایی که به زعم آنان، با هزینهٔ فقرا به ثروتمندان کمک می‌کرد و تسلط/استثمار اقتصادی و فرهنگی توسط بیگانگان غیرمسلمان (به‌ویژه آمریکایی‌ها) بر ایران را موجب می‌شد، انتقاد داشتند.
از مشارکت‌کنندگان در این ایدئولوژی از جلال آل احمد و علی شریعتی می‌توان نام برد. آل احمد ایدهٔ غرب‌زدگی را فرموله و آن را به عنوان یک طاعون یا سرمستی که مسلمانان را از ریشه و هویت خود بیگانه می‌کند، معرّفی کرد. همچنین علی شریعتی با تعبیر خود از اسلام به عنوان تنها راه بیداری مستضعفان و رهایی جهان سوم از استعمار و استعمار نو بر بسیاری از جوانان ایرانی تأثیر گذاشت.
به‌طور کل، انقلابیون ۵۷ چه در لباس روحانیت و چه در لباس چریک‌های فدایی خلق و دیگر گروه‌ها قدم به قدم، کپی‌برداری از دو قطب کمونیسم در جهان یعنی چین و شوروی را آغاز کرده بودند. انقلاب ۵۷ بدون ایدئولوژی هرگز به سرانجام نمی‌رسید. نقطهٔ اوج آن ایدئولوژی را می‌توان در سخنان خسرو گلسرخی دید؛ درست جایی که اسلام و مارکسیسم به شکلی بسیار توده‌فهم و اسطوره‌پردازانه پیوند می‌خورند. همین ایدئولوژی اسطوره‌محور و اسطوره‌پرور بود که نیروی مردمی عظیمی را ایجاد کرد و انقلاب ۵۷ را به وجود آورد.

## خمینی
شخصی که درنهایت، ایدئولوژی انقلاب را تدوین کرد، مردی بود که بر خود انقلاب مسلط شد؛ خمینی. او تبلیغ می‌کرد که قیام و به‌ویژه شهادت در برابر ظلم و بی‌عدالتی بخشی از اسلام شیعه است و روحانیون باید بسیج شوند و مردم خود را به جای موعظه به عمل هدایت کنند. او واژگان مارکسیستی تمایزگر ستمگر-مظلوم یا استثمارگر-استثمارشونده را با اصطلاحات قرآنی مستضعفین (ضعیفان) و مستکبرین (قدرتمندان) معادل‌سازی کرد. او همچنین با شعار «نه شرقی، نه غربی، جمهوری اسلامی» نفوذ دو ابرقدرت شوروی و آمریکا را در ایران رد کرد.

### ولایت فقیه
امّا مهم‌تر از آن، او این ایدئولوژی را توسعه داد که چه کسی جمهوری اسلامی را اداره خواهد کرد و حکومت به چه شکلی خواهد بود. خمینی مدّعی بود که اسلام مستلزم اطلاق اصل ولایت فقیه بر حکومت است، یعنی مسلمانان، در واقع همه، نیازمند «ولایت» هستند که در قالب حکومت یا نظارت از سوی فقیه یا فقهای برجسته اسلامی است. این امر ضروری بود؛ زیرا اسلام تنها اطاعت از شریعت سنتی اسلامی را می‌طلبد. پیروی از این قانون نه‌تنها از نظر اسلامی توجیه‌پذیر بود، بلکه به ادّعای اسلام‌گرایان از فقر و بی‌عدالتی و غارت سرزمین مسلمانان توسط کافران بیگانه جلوگیری می‌کرد؛ امّا برای تحقق این موارد، شریعت باید از بدعت و انحراف مصون می‌ماند و این مستلزم تسلط فقهای اسلامی بر حکومت بود.
تأسیس و اطاعت از این حکومت اسلامی آن‌قدر مهم بود که «در واقع بیان اطاعت از خدا» بود. درنهایت، «حتی از نماز و روزه هم ضروری‌تر» برای اسلام شمرده می‌شد؛ زیرا اسلام‌گرایانی همانند خمینی مدّعی بودند که بدون آن، اسلام واقعی زنده نخواهد ماند. این اصل محدود به ایران نبود و یک اصل جهانی به‌شمار می‌رفت. خمینی «صدور انقلاب اسلامی را امری ضروری می‌دانست.» او دربارهٔ «صدور انقلاب» مدّعی شد که «به معنای دخالت در شئون مردم کشورهای دیگر نیست»، «بلکه به معنای پاسخ دادن به سؤال‌های فکری بشر تشنهٔ معارف الهی است.»
این بینش انقلابی از حکومت دین‌سالارانه کاملاً در تضاد با تشیع آرامش‌طلب بود که خواستار کناره‌گیری از زندگی سیاسی یا حداقل حکومت تا زمان بازگشت مهدی بود. در عین حال، خمینی می‌دانست که نیازمند پایگاه گستردهٔ انقلابی است و به همین دلیل از تشویق این نیروها برای اتحاد با هوادارانش برای سرنگونی شاه دریغ نمی‌کرد. در نتیجه، ایدئولوژی انقلاب پیش از پیروزی به «بی‌دقتی» یا «ویژگی مبهم» شناخته می‌شد و ویژگی ولایت فقیه/دین‌سالاری آن در انتظار فرارسیدن فرصت مناسب برای اعلام عمومی بود. خمینی مدّعی بود که مخالفت سایر انقلابیون با ولایت فقیه/حکومت دین‌سالار، نتیجهٔ کارزار تبلیغاتی امپریالیست‌های خارجی است که می‌خواهند از ممانعت اسلام در غارت‌هایشان جلوگیری کنند. این تبلیغات به گونه‌ای بود که حتی در حوزه‌های علمیه نیز نفوذ کرده بود و هنگام صحبت از حکومت اسلامی «رعایت اصول تقیه» (یعنی تقیه حق در دفاع از اسلام) را ضروری می‌کرد.
این انشعاب بین عناصر عام و خاص ایدئولوژی انقلاب، به ناچار وحدت انقلاب را از بین برد؛ زیرا خمینی تقیه را رها کرد و برای ایجاد حکومتی به رهبری روحانیون تلاش کرد، در حالی که مخالفان حکومت دینی مقاومت می‌کردند. درنهایت، این انشقاق تأثیری در روند انقلاب نداشت؛ اپوزیسیون شکست خورد و ایدئولوژی انقلابی پیروز شد.

## ایدئولوژی در عمل
پس از انقلاب، ایدئولوژی آن در سیاست‌های اجتماعی، اقتصادی و فرهنگی آشکار شد.
از نظر پوشش، کراوات به سبک غربی برای مردان و موهای بدون پوشش، بازوها و بسیاری موارد دیگر برای زنان ممنوع شد؛ امّا تغییرات غیرمذهبی نیز وجود داشت، مانند تأکید بر پوشش، آداب و رسوم طبقه مستضعف، در مقابل ظرافت‌ها و زیاده‌خواهی‌های اشرافیت یا بورژوازی غربی در دورهٔ شاه. به عنوان مثال، ناظران در روزهای نخستین انقلاب به ماهیت «غذاخوری» غذاهای رستورانی اشاره کردند که به معنای «تأکید بر پیروزی مستضعفان مسلمان» بود. یک قاضی در بهمن ۱۳۵۷ «دگرگونی یک‌شبه» وزارت دادگستری در تهران را این‌گونه توصیف کرد:
مردها دیگر کت و شلوار و کراوات نمی‌پوشیدند و شلوارهای ساده و پیراهن‌های بدون یقه که بسیاری از آن‌ها کاملاً چروک و حتی برخی لکه‌دار بودند، پوشیده می‌شد. حتی بینی من هم بوی تغییر را دریافت. بوی خفیف ادکلن یا عطری که در راهروها به‌ویژه در صبح می‌پیچید، دیگر وجود نداشت.